# Олесь Жаврук
Олександр Дмитрович Сінічкін (біл. Аляксандар Дзьмітрыевіч Сінічкін; нар. 19 серпня 1910, Сєнно, Вітебська губернія, Російська імперія — 23 серпня 1942, Сталінград, СРСР) — білоруський поет, воєнний кореспондент.

## Біографія

### Раннє життя
Олександр Сінічкін народився у роки правління останнього російського імператора Миколи II. Йому було п'ять років (1915), коли сім'я Сінічкіних покинула рідне Сєнно, яке знаходилось у Вітебській губернії Російської імперії, і переїхала до міста Рогачов. Через два роки місто вступило у радянський період своєї історії. З цим питанням в Олеся Жаврука пов'язане дитинство, юнацтво, доросле життя. У рік встановлення радянської влади він вливається до рядів учнів місцевої школи. 

### Творчість
Потім дуже добре навчався у Рогачовському державному педагогічному коледжі. Саме в стінах цієї споруди поет почав літературну діяльність, яка продовжувалася 16 років. Після закінчення педагогічного коледжу він працював викладачем на робітничому факультеті в Любанському районі Мінської області та одразу ж отримав вельми хорошу репутацію педагога. Його полюбили студенти, високо оцінили колеги. 
Молодий педагог все ж вважав, що справа його життя — писати вірші. Він прекрасно розумів, що успіх поетичної творчості визначається не тільки таланом автора, але й фундаментальною літературною освітою. У 1939 році він з відзнакою закінчив літературний факультет Московського інституту філософії, літератури та історії (МІФЛІ). Період навчання проходив разом з найпродуктивнішим етапом у творчої біографії уродженця Сєнно. Про це говорять наступні факти. У 1936 році побачила світ перша збірка віршів поета «Ручаіны» («Струмки»), через два роки — друга збірка «Дняпро выходзіць з берагоў» («Дніпро виходить з берегів»). Збірки вдалися успішними. Але найбільш успішною стала поема «Крывёю сэрца» («Серця кров'ю»). Її публікація датована 1937 роком. Це була реакція студента МІФЛІ на озброєну боротьбу республіканців і франкістів в Іспанії. Судячи за змістом поеми, Олесь Жаврук був повністю на стороні республіканців. Потім почав роботу чудовий тандем Олесь Жаврук — Андрій Ушаков. У 1939 році співавторство опублікувало три спільні твори. Чисто на дитячу авдиторію були розраховані їх поеми. «Пра майго таварыша» («Про мого товариша»), «Пра слаўных папанінцаў з нашага дзетсада» («Про славних папанинцях з нашого дитячого садочка»). Саме з них почалась історія лібрето білоруських оперет: точка відліку — лібрето оперети «Зарэчны бор» («Зарічний бор»). Коли вона ставилась в столиці БРСР, поет Олесь Жаврук вступив до аспірантури Інституту літератури Академії Наук БРСР.

### Фронтове життя
Але через два місяці навчання змінилось на армійську службу. Поет став воєнним кореспондентом армійської газети «В бой за родину» («У бій за батьківщину»). У травні 1942 року був прийнятий до комуністичної партії. Був офіцером 62 армії та працював в редакції газети «На защиту Родины» («На захист Батьківщини»).
|                                               | Лідасинько, працювати приходиться багато, але робота цікава. Веду гумористичний відділ «Прямой наводкой», пишу (з продовженням) «Новейшие похождения бравого солдата Швейка», віршовані оповідання про подвиги кмітливого і моторного бійця Сені Пулькіна. Пишу й оповідання короткі, й ліричні вірші іноді. |
| — Лист Олеся Жаврука дружині Лідії Миколаївні | |

Під час бомбардування Сталінграду 23 серпня 1942 року загинув.

### Пам'ять
У 1960 році у Білоруському державному видавництві вийшов збірник його віршів «Выбранае» («Вибране»); У 1964 році Мінською телестудією поставлений фільм про Олеся Жаврука «Песня и вела
и грела» («Пісня і вела і гріла»). Перша його демонстрація на телебаченні відбулася 3 липня 1964 року в дні святкування звільнення Білорусі від німецько-нацистських загарбників.